# Crassispira rudis
Crassispira rudis är en snäckart som först beskrevs av Sowerby 1834.  Crassispira rudis ingår i släktet Crassispira och familjen Turridae. Inga underarter finns listade i Catalogue of Life.